# Стронг-Сіті (Оклахома)
Стронг-Сіті (англ. Strong City) — місто (англ. town) в США, в окрузі Роджер-Міллс штату Оклахома. Населення — 33 особи (2020).

## Географія
Стронг-Сіті розташований за координатами 35°40′12″ пн. ш. 99°36′1″ зх. д. / 35.67000° пн. ш. 99.60028° зх. д. (35.669929, -99.600292).  За даними Бюро перепису населення США в 2010 році місто мало площу 1,33 км², уся площа — суходіл.

## Демографія
Згідно з переписом 2010 року, у місті мешкало 47 осіб у 17 домогосподарствах у складі 15 родин. Густота населення становила 35 осіб/км².  Було 19 помешкань (14/км²).
Расовий склад населення:
| - 100,0 % — білих |

До двох чи більше рас належало 0,0 %. Частка іспаномовних становила 0,0 % від усіх жителів.
За віковим діапазоном населення розподілялося таким чином: 19,1 % — особи молодші 18 років, 57,5 % — особи у віці 18—64 років, 23,4 % — особи у віці 65 років та старші. Медіана віку мешканця становила 48,5 року. На 100 осіб жіночої статі у місті припадало 88,0 чоловіків;  на 100 жінок у віці від 18 років та старших — 81,0 чоловіків також старших 18 років.
Середній дохід на одне домашнє господарство  становив 75 113 долари США (медіана — 75 000), а середній дохід на одну сім'ю — 79 564 долари (медіана — 76 250). За межею бідності перебувало 16,1 % осіб, у тому числі 0,0 % дітей у віці до 18 років та 0,0 % осіб у віці 65 років та старших.
Цивільне працевлаштоване населення становило 44 особи. Основні галузі зайнятості: публічна адміністрація — 31,8 %, будівництво — 22,7 %, роздрібна торгівля — 18,2 %.